# مسعود جمعة
مسعود جمعة شوكا (مواليد 3 فبراير 1996) لاعب كرة قدم كيني كمهاجم.

## روابط خارجية
مسعود جمعة على موقع قاعدة بيانات كرة القدم.إي يو (الإنجليزية)
- مسعود جمعة على موقع ناشيونال فوتبول تيمز (الإنجليزية)
- مسعود جمعة على موقع Soccerway.com (الإنجليزية)
- مسعود جمعة على موقع عالم كرة القدم.نت (الإنجليزية)